# Chusquea londoniae
Chusquea londoniae är en gräsart som beskrevs av Lynn G. Clark. Chusquea londoniae ingår i släktet Chusquea och familjen gräs.
Artens utbredningsområde är Colombia. Inga underarter finns listade i Catalogue of Life.